# Indian Mountain Lake
Indian Mountain Lake es un lugar designado por el censo ubicado en el condado de Monroe en el estado estadounidense de Pensilvania. En el Censo de 2010 tenía una población de 4372 habitantes y una densidad poblacional de 422,49 personas por km².

## Geografía
Indian Mountain Lake se encuentra ubicado en las coordenadas 41°0′1″N 75°30′27″O / 41.00028, -75.50750. Según la Oficina del Censo de los Estados Unidos, Indian Mountain Lake tiene una superficie total de 16.65 km², de la cual 16.45 km² corresponden a tierra firme y (1.24%) 0.21 km² es agua.

## Demografía
Según el censo de 2010, había 4372 personas residiendo en Indian Mountain Lake. La densidad de población era de 422,49 hab./km². De los 4372 habitantes, Indian Mountain Lake estaba compuesto por el 77.63% blancos, el 14.18% eran afroamericanos, el 0.3% eran amerindios, el 1.81% eran asiáticos, el 0.05% eran isleños del Pacífico, el 3.77% eran de otras razas y el 2.26% pertenecían a dos o más razas. Del total de la población el 14.09% eran hispanos o latinos de cualquier raza.